# Австралийский отчётно-аналитический центр транзакций
Австралийский отчетно-аналитический центр транзакций является австралийским правительственным агентством, созданным в 1989 году для борьбы с отмыванием денег и борьбы с финансированием терроризма. Кассовые операций банка в размере $ 10000 и более, должны быть доведены до сведения центра. 

## Подотчетные субъекты
- Банки и аналогичные финансовые институты, такие как строительные общества.
- Корпорации.
- Страховые компании
- Биржевые брокеры.
- Группа доверительных управляющих и попечителей
- Казино.
- Букмекеры
- Дилеры драг металлов
- Адвокаты, действующие от своего имени

## Подотчетные операции
- Валюта не менее $ 10000
- Международный перевод на любую сумму.
- Подозрительные сделки любого рода

## Агентства, которым предоставляет информацию Австралийский отчетно-аналитический центр транзакций
- Австралийское налоговое управление
- Агентство по выдаче Пособия на ребенка Австралии
- Федеральная полиция Австралии
- Австралийская организация разведывательного обеспечения
- Австралийская комиссия по преступности
- Австралийская комиссия по ценным бумагам и инвестициям
- Государственные королевская комиссия по борьбе с коррупцией
- Независимая комиссия против коррупции